# Modern Guilt
Modern Guilt är det åttonde studioalbumet av den amerikanska musikern Beck, som släpptes den 8 juli 2008. Albumet slutför Becks skivkontrakt med Interscope Records. Utanför Nordamerika släpptes skivan av XL Recordings.
Modern Guilt innehåller två låtar där sångaren Cat Power medverkar,  och producerades av Beck och Danger Mouse.
En vinylutgåva av albumet inklusive nedladdningskoder släpptes den 22 juli 2008.

## Låtlista
Samtliga låtar är skrivna av Beck och producerade av Danger Mouse.
1. "Orphans" (med Cat Power) – 3:15
2. "Gamma Ray"  – 2:56
3. "Chemtrails" – 4:40
4. "Modern Guilt" – 3:14
5. "Youthless" – 2:59
6. "Walls" (med Cat Power) – 2:22
7. "Replica" – 3:25
8. "Soul of a Man" – 2:36
9. "Profanity Prayers" – 3:43
10. "Volcano" – 4:28